# أكرم أبو الراغب
أكرم عبده أسعد أبو الراغب (1945 -) مؤلف ومخرج مسرحي متخصص في أدب وثقافة الطفل. وضع أكثر من خمسين مسرحية للأطفال تأليفا وإخراجاً بالإضافة لكتابة ما يقارب الخمسين كتاباً للأطفال وعشرات البرامج والمسلسلات الإذاعية والتلفزيونية. وهو من أوائل من اهتموا بمسرح الطفل في الأردن.
وهو عضو في نقابة الفنانين الأردنيين، واتحاد الكتّاب والأدباء الأردنيين، واتحاد المؤرخين العرب، كما رأسَ الرابطة الوطنية لتربية وتعليم الأطفال التابعة لمؤسسة نور الحسين، وكان عضواً في لجنة أمناء جائزة الطفل في قطَر.

## حياته
وُلد في عمّان، أنهى المرحلة الابتدائية في مدارس وزارة التربية والتعليم. ألف وأخرج حوالي أربعين مسرحية للأطفال وكتب أكثر من 50 نصاً مسرحياً وله حوالي أربعين كتابا منشورا للأطفال، وخمس كتب للكبار، وحوالي ثلاثين مسلسلا دراميا للكبار والصغار، وكتب أكثر من مائة مسلسل وبرنامج إذاعي بالإضافة إلى العديد من المقالات واللقاءات المنشورة في الصحف والمجلات المختلفة.
في بداية العام 1980 كتب أول كتاب له للأطفال «لغة الطيور» واستمر حتى بلغت حصيلة ما كتبه للأطفال حوالي الأربعين كتابا.
مسرح الأطفال:
في بداية العام 1982 بدأت اهتماماته بمسرح الطفل، ولكي يقوي معلوماته حول مسرح الأطفال سافر إلى القاهرة على نفقته الخاصة وخاض عدة دورات خاصة متخصصة بمسرح الطفل ثم عاد ليكتب أول مسرحياته «أزرع حتى تحصد» وعرضت برعاية جلالة الملكة نور الحسين ونالت نجاحا كبيرا، واستطاع من خلالها تغيير مفهوم ما كان يقدم للأطفال من مسرحيات، وهو أول من عرض الأوبريت المسرحي في الأردن، واستمر عطاءه المسرحي حتى بلغ حوالي الأربعين مسرحية وقد لقب بعميد مسرح الطفل الأردني.
تولى منصب مديرمؤسسة دنيا الفن - 1976 - 1982، ومدير لفرقة مسرح الطفل الأردني 1983 – 1988، ومدير للمؤسسة الوطنية لتربية وثقافة الطفل 1989 – 2006، ومديرا لاتحاد الكتاب والأدباء الأردنيين 1999 – 2001، مديرا للمؤسسة الأردنية للسينما - 2006.

## أعماله

### مسرحيات الأطفال تأليفا وإخراجا
| اسم العمل               | نوع المشاركة | الجهة المنتجة                       | السنة |
| الأطفال قادمون          | إخراج        | المؤسسة الوطنية لتربية وثقافة الطفل | 1984  |
| البيت الســـعيد         | إخراج        | المؤسسة الوطنية لتربية وثقافة الطفل | 1984  |
| الغريب والأميرة         | إخراج        | المؤسسة الوطنية لتربية وثقافة الطفل | 1985  |
| الشاطر معزوز            | إخراج        | المؤسسة الوطنية لتربية وثقافة الطفل | 1986  |
| الأميرة والأقزام السبعة | إخراج        | المؤسسة الوطنية لتربية وثقافة الطفل | 1986  |
| أوبريت ليلى والذئب      | إخراج        | المؤسسة الوطنية لتربية وثقافة الطفل | 1987  |
| الأطفال يكبرون          | إخراج        | المؤسسة الوطنية لتربية وثقافة الطفل | 1988  |
| زيد بن حارثة            | إخراج        | المؤسسة الوطنية لتربية وثقافة الطفل | 1988  |
| غابة الفرح والمرح       | إخراج        | المؤسسة الوطنية لتربية وثقافة الطفل | 1994  |
| الماء نعمـة السماء      | إخراج        | المؤسسة الوطنية لتربية وثقافة الطفل | 1995  |
| عودة ســعدى             | إخراج        | المؤسسة الوطنية لتربية وثقافة الطفل | 1995  |
| مرزوق والمصباح السحري   | إخراج        | المؤسسة الوطنية لتربية وثقافة الطفل | 1998  |
| الجزيرة الخضراء         | إخراج        | المؤسسة الوطنية لتربية وثقافة الطفل | 1999  |
| سندريلا                 | إخراج        | المؤسسة الوطنية لتربية وثقافة الطفل | 1999  |
| أرض الأحلام             | إخراج        | المؤسسة الوطنية لتربية وثقافة الطفل | 2001  |
| ليالي شهرزاد            | إخراج        | المؤسسة الوطنية لتربية وثقافة الطفل | 2001  |

### مؤلفات للكبار
- (1) الحسين رجل وموقف، 1990، مطابع الجيش عمان
- (2) ذكريات مع الحسين،1998، دار الحامد عمان
- (3) سيرة ومسيرة عبد الله بن الحسين، 2002، مطابع الجيش عمان
- (4) تجربتي، 2003 مطابع الأوقاف عمان
- (5) حصاد العمر، «جاهز للطباعة»

### المسلسلات التلفزيونية للأطفال
- 1	الولد العجيب
- 2	الأمنيات السبع
- 3	علي بابا والسندباد البحري،
- 4	علاء الدين والمصباح،
- 5	أبن الحطاب وبنت السلطان،
- 6	الرحلة الطويلة،
- 7	المغامر الجريء،
- 8	أغلى قبعة في العالم،
- 9	المغامر الشجاع،
- 10	الغفوة «فيلم تلفزيوني»،
- 11	المغامران،

### المسلسلات التلفزيونية للكبار
- 1	ومرت الأيام «اجتماعي»،
- 2	الصحوة «بدوي»،
- 3	التائب «بدوي»،
- 4	النخوة «بدوي»،
- 5	أقــدار «اجتماعي بوليسي»،
- 6	أشواك المجد، «بوليسي»
- 7	العمالقة «بوليسي»،
- 8	عنترة بن شداد «تاريخي»،
- 9	الجبابرة «بوليسي اجتماعي»
- 10	الغريب والبريئة «بدوي»،
- 11
- 12 	حسن الجوار «بدوي»، * 13 عطش البادية «بدوي»،

### الأفـــلام
- 1	العفو «تلفزيوني»،
- 2	الوفاء «تلفزيوني»،
- 3	التائهة «تلفزيوني»،
- 4	الغفوة «تلفزيوني»،
- 5	المهمة «سينمائي»،

## الندوات والمؤتمرات
- (1)	المهرجانات المسرحية المختلفة
- (2)	مؤتمر الطفولة الثامن - عمان
- (3)	مهرجان المربد - بغداد
- (4)	مهرجان المسرح السوري للأطفال – دمشق
- (5)	ندوة المسرح الليبي - طرابلس
- (6)	مؤتمرات طفولة وأسرة مختلفة

## الجوائز
| اسم الجائزة                | الجهة المانحة                                                     | السـنة |
| -------------------------- | ----------------------------------------------------------------- | ------ |
| درع مهرجان جرش             | الملكة نور الحسين عن مسرحية "الأسد المغرور"                       | 1983   |
| درع مهرجان جرش             | الملكة نور الحسين عن مسرحية "الأطفال قادمون"                      | 1984   |
| شهادة شكر وتقدير           | الإذاعة الأردنية                                                  | 1990   |
| شهادة شكر وتقدير           | الملك الحسين بن طلال عن كتاب "الحسين رجل وموقف"                   | 1991   |
| شهادة شكر وتقدير           | الأمير زيد بن شاكر رئيس الديوان الملكي عن كتاب "الحسين رجل وموقف" | 1992   |
| شهادة تقدير                | الملكة نور الحسين عن مسرحية "ليالي شهرزاد"                        | 1994   |
| شهادة تقدير                | جمعية أصدقاء الأطفال لمساهمته في النشاطات والفعاليات              | 1995   |
| درع وشهادة تقدير           | مهرجان جرش، عن تقديم مسرحية "سندريلا"                             | 1998   |
| درع المؤتمر الوطني للطفولة | الرابطة الوطنية لتربية وتعليم الأطفال                             | 1999   |
| شهادة شكر وتقدير           | الملكة رانيا العبد الله عن كتاب "كتابي أنا"                       | 2000   |
| شهادة شكر وتقدير           | الملكة رانيا العبد الله عن كتاب "سيرة ومسيرة"                     | 2003   |